# MGM-5 Corporal
Il Firestone Corporal fu il primo missile tattico nucleare ad entrare in servizio agli inizi degli anni cinquanta. Esso era basato fondamentalmente sulla tecnologia del razzo di costruzione tedesca A4 (V2), ma molto più piccolo, e meno capace in termini di gittata (130 km). Esso venne impiegato a lungo, ma aveva solo una testata da 1 Kiloton o 1500 kg di HE. Necessitava di 4-7 ore per essere preparato al lancio.